# Santísimo Cristo del Sahúco
El Santísimo Cristo del Sahúco es una imagen religiosa de gran devoción en la provincia de Albacete, en la comunidad autónoma de Castilla-La Mancha, España. Se encuentra en el Santuario de el Sahúco, una pequeña aldea situada a unos 15 kilómetros de Peñas de San Pedro, y es el centro de una de las romerías más importantes de la región.

## Historia
La devoción al Cristo del Sahúco se remonta a siglos atrás, aunque no se conocen con certeza los orígenes documentales de la imagen ni de la tradición de su traslado. Existen varias versiones orales sobre cómo comenzó la costumbre de llevar la imagen desde el Sahúco hasta Peñas de San Pedro y viceversa. La devoción al Cristo del Sahúco se consolidó en Peñas de San Pedro y se extendió a toda la provincia de Albacete, convirtiéndose en uno de los cultos más importantes de la región.

## La Romería
La romería se celebra en dos momentos del año:
- El primer lunes de Pentecostés, cuando se realiza la traída de la imagen desde el santuario del Sahúco hasta la iglesia parroquial de Peñas de San Pedro.
- El 28 de agosto, cuando se lleva de regreso al santuario en la llamada llevada, que suele contar con una participación aún mayor.

Durante ambos traslados, la imagen es portada a la carrera por los llamados andarines, devotos que recorren los 15 kilómetros del trayecto a pie, en un ambiente de fervor religioso y celebración popular.

## El Santuario
El Santuario del Sahúco está situado a 1.182 metros sobre el nivel del mar. Aunque hoy en día la aldea cuenta con muy pocos habitantes, durante las festividades se llena de peregrinos y visitantes.

## Significado cultural
La Romería del Santísimo Cristo del Sahúco es una de las manifestaciones religiosas más originales y arraigadas de la provincia de Albacete. Representa un símbolo de identidad para los habitantes de Peñas de San Pedro y de toda la comarca, y ha trascendido sus límites locales para convertirse en una expresión cultural de referencia en Castilla-La Mancha. La intensidad del fervor popular, la participación masiva y el carácter único del traslado a la carrera por los andarines hacen de esta romería un fenómeno religioso y social singular.